# Szilágyi László (genealógus)

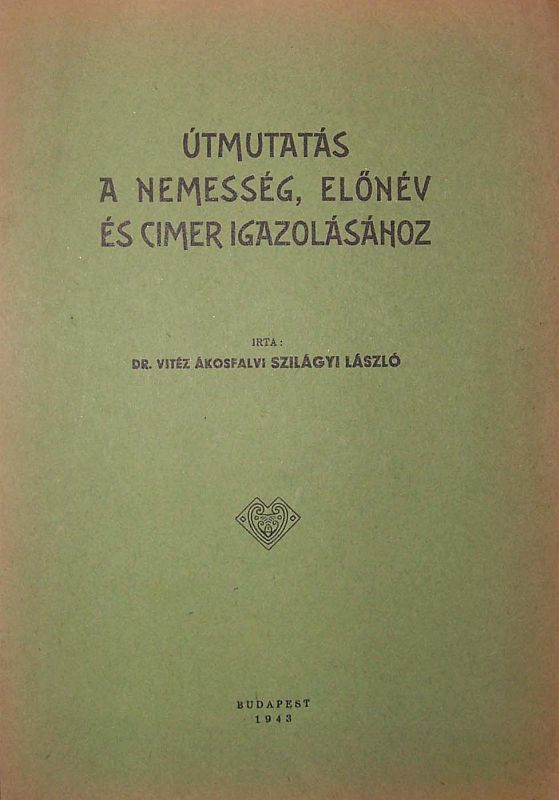

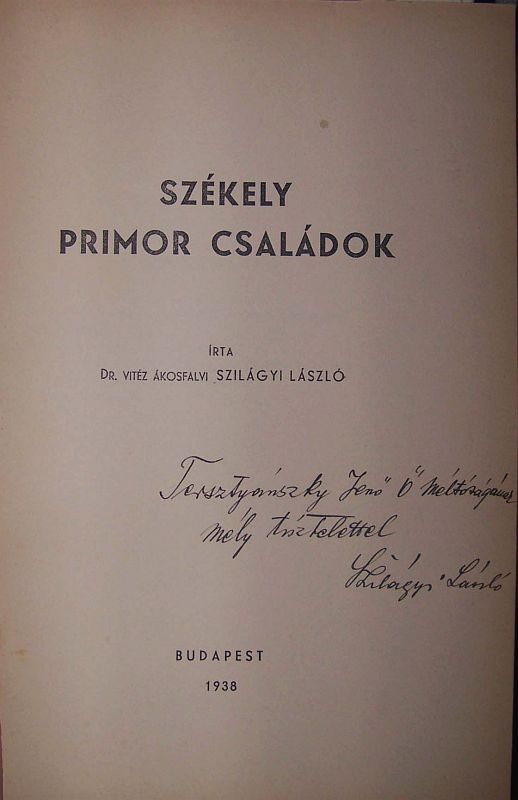

Ákosfalvi primor vitéz Szilágyi László (Nagybecskerek, 1897. június 1. – Budapest, 1978. november 16.) genealógus, Pest-Pilis-Solt-Kiskun vármegye tiszteletbeli főjegyzője, miniszteri tanácsos, a Johannita Lovagrend lovagja, a Pesti Református Egyházmegye világi tanácsbírája, az Újpesti Református Egyház presbitere. A Magyar Heraldikai és Genealógiai Társaság igazgató választmányi tagja. 1944 előtt a Belügyminisztériumban referensként a hivatalos nemesség igazolásokat intézett.

## Családja
Jómódú székely főnemes, primor családban született. 
Édesapja ákosfalvi primor Szilágyi Lajos (Ajnácskő, 1861. augusztus 22. – Budapest, 1927. április 6.), királyi törvényszéki bíró, a nagybecskereki református egyház főgondnoka. Édesanyja nemes ölyvédi Szabó Margit Flóra Kornélia (Zenta, 1875. szeptember 21. – Budapest, 1964. július 6.). Anyai nagyapja nemes ölyvedi Szabó László, Zenta város országgyűlési képviselője. Anyai nagyanyai dédapja Mihálkovits István, a Zentai Takarékpénztár igazgató elnöke, Zenta város polgármestere.
Szilágyi László 1932. november 5-én Budapesten vette feleségül nemes hollósi Szabó Jenő József tölténygyári tisztviselő és nemes ruszkabányai Hoffmann Ilona lányát, nemes hollósi Szabó Piroska Ilona Máriát (Csepel, 1901. december 14. – ).
Testvérei:
- Zoltán, magyar királyi kincstári ügyész, a Johannita Lovagrend lovagja, tartalékos tüzérhadnagy (Nagybecskerek, 1899. október 17. – ) felesége: Budapest, 1941. november 8.[10] nemes urai Uray Ilona Jolán (Szeged, 1911. május 03. – )
- Lajos, huszáralezredes, a Johannita Lovagrend lovagja (Zenta, 1902. szeptember 12. – München, 1962. november 21.) felesége: Budapest, 1930. szeptember 17.[11] nemes sztranyavai Sztranyavszky Ilona Klementina Mária (Balassagyarmat, 1910. április 30. – )
- Margit (Zenta, 1904. július 21. – ) férje: Budapest, 1925. szeptember 21.[12] nemes kisjókai vitéz Takách Gyula János Ferenc Mária (Bátorkeszi, 1891. szeptember 3. – )

## Származása
| nemes ákosfalvi Szilágyi László (Nagybecskerek, 1897. június 01. – Budapest, 1978. november 16.) genealógus | Apja: nemes ákosfalvi Szilágyi Lajos (Ajnácskő, 1861. augusztus 22. – Budapest, 1927. április 06.) törvényszéki bíró, református egyházi főgondnok | Apai nagyapja: nemes ákosfalvi Szilágyi János (Szinérváralja, 1813. november 20. – Ajnácskő, 1871. május 31.) uradalmi tiszt       | Apai nagyapai dédapja: nemes ákosfalvi Szilágyi József |
| nemes ákosfalvi Szilágyi László (Nagybecskerek, 1897. június 01. – Budapest, 1978. november 16.) genealógus | Apja: nemes ákosfalvi Szilágyi Lajos (Ajnácskő, 1861. augusztus 22. – Budapest, 1927. április 06.) törvényszéki bíró, református egyházi főgondnok | Apai nagyapja: nemes ákosfalvi Szilágyi János (Szinérváralja, 1813. november 20. – Ajnácskő, 1871. május 31.) uradalmi tiszt       | Apai nagyapai dédanyja: nemes nagybányai Nagy Eszter |
| nemes ákosfalvi Szilágyi László (Nagybecskerek, 1897. június 01. – Budapest, 1978. november 16.) genealógus | Apja: nemes ákosfalvi Szilágyi Lajos (Ajnácskő, 1861. augusztus 22. – Budapest, 1927. április 06.) törvényszéki bíró, református egyházi főgondnok | Apai nagyanyja: nemes szemerjai Bonthó Anna (Szilágycseh, 1831. december 08. – Egyházasbást, 1911. szeptember 17.)                 | Apai nagyanyai dédapja: nemes szemerjai Bonthó József |
| nemes ákosfalvi Szilágyi László (Nagybecskerek, 1897. június 01. – Budapest, 1978. november 16.) genealógus | Apja: nemes ákosfalvi Szilágyi Lajos (Ajnácskő, 1861. augusztus 22. – Budapest, 1927. április 06.) törvényszéki bíró, református egyházi főgondnok | Apai nagyanyja: nemes szemerjai Bonthó Anna (Szilágycseh, 1831. december 08. – Egyházasbást, 1911. szeptember 17.)                 | Apai nagyanyai dédanyja: nemes hatmansdorffi Hatfaludy Anna |
| nemes ákosfalvi Szilágyi László (Nagybecskerek, 1897. június 01. – Budapest, 1978. november 16.) genealógus | Anyja: nemes ölyvedi Szabó Margit Flóra Kornélia (Zenta, 1875. szeptember 21. – Budapest, 1964. július 06.)                                        | Anyai nagyapja: nemes ölyvedi Szabó László (Zenta, 1844. - Zenta, 1900. április 17.) ügyvéd, Zenta város országgyűlési képviselője | Anyai nagyapai dédapja: nemes ölyvedi Szabó László |
| nemes ákosfalvi Szilágyi László (Nagybecskerek, 1897. június 01. – Budapest, 1978. november 16.) genealógus | Anyja: nemes ölyvedi Szabó Margit Flóra Kornélia (Zenta, 1875. szeptember 21. – Budapest, 1964. július 06.)                                        | Anyai nagyapja: nemes ölyvedi Szabó László (Zenta, 1844. - Zenta, 1900. április 17.) ügyvéd, Zenta város országgyűlési képviselője | Anyai nagyapai dédanyja: Speiser Franciska |
| nemes ákosfalvi Szilágyi László (Nagybecskerek, 1897. június 01. – Budapest, 1978. november 16.) genealógus | Anyja: nemes ölyvedi Szabó Margit Flóra Kornélia (Zenta, 1875. szeptember 21. – Budapest, 1964. július 06.)                                        | Anyai nagyanyja: Mihálkovits Flóra (Zenta, 1855. - Zenta, 1894. október 30.)                                                       | Anyai nagyanyai dédapja: Mihálkovits István (Zenta, 1831. - Zenta, 1888. augusztus 03.) postamester, Zenta város polgármestere, a Zentai Takarékpénztár igazgató elnöke szülei: Mihálkovits József és nemes Sorok Anna |
| nemes ákosfalvi Szilágyi László (Nagybecskerek, 1897. június 01. – Budapest, 1978. november 16.) genealógus | Anyja: nemes ölyvedi Szabó Margit Flóra Kornélia (Zenta, 1875. szeptember 21. – Budapest, 1964. július 06.)                                        | Anyai nagyanyja: Mihálkovits Flóra (Zenta, 1855. - Zenta, 1894. október 30.)                                                       | Anyai nagyanyai dédanyja: Tóth Amália (Zenta, 1838. június 23. - Zenta, 1911. szeptember 25.) |

## Művei
- A Székely nemesi rendi társadalom. 1937
- Székely primor családok. Budapest, 1938
- A nagybányai Horthy-család. Magyar Családtörténeti Szemle 1941/5. 118–119.
- Útmutatás a nemesség, előnév és cimer igazolásához. Budapest, 1943
- ákosfalvi Szilágyi László: A nemesi rendi címekről és címzésekről.Magyar Családtörténeti Szemle 1943/10. 219–229.

- ákosfalvi Szilágyi László: A székelyföldi Csoma családok és kőrösi Csoma Sándor származása. Magyar Családtörténeti Szemle 1943/11. 258–263.

- ákosfalvi Szilágyi László: Útmutatás a nemesség, előnév és címer igazolásához. Magyar Családtörténeti Szemle 1944/2. 25–38.
- Hollósi Gábor: Dr. vitéz ákosfalvi Szilágyi László belügyminiszteri tanácsos visszaemlékezése az 1944-es mentesítésekre; Magyar Napló–Veritas Történetkutató Intézet, Bp., 2016 (Veritas füzetek)